# Wünschendorf-sur-Elster
Wünschendorf-sur-Elster est une commune de Thuringe (Allemagne), située dans l'arrondissement de Greiz. Depuis le 1er janvier 2012, elle fait partie de la Communauté d'administration Ländereck (Verwaltungsgemeinschaft Ländereck).

## Géographie

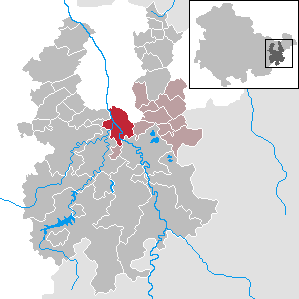
Situation de la commune (en rouge) dans l'arrondissement

Wünschendorf-sur-Elster est située au nord de l'arrondissement, à la limite avec la ville libre de Gera, sur l'Elster Blanche, à son confluent avec la Fuchsbach et la Weida, à la limite de la vallée supérieure de l'Elster, dans la partie nord du Vogtland thuringeois. La commune appartient à la communauté d'administration Ländereck et se trouve à 2 km au nord-est de Weida, à 8 km au sud de Gera et à 20 km au nord de Greiz, le chef-lieu de l'arrondissement.
La commune est formée par les villages de Veitsberg, Mildenfurth, Cronschwitz, Zschorta, Zossen, Meilitz, Untitz, Pösneck, Mosen et Wünschendorf..
Communes limitrophes (en commençant par le nord et dans le sens des aiguilles d'une montre) : Gera, Endschütz, Berga/Elster, Teichwitz, Weida, Harth-Pöllnitz, Crimla et Zedlitz.

## Histoire
Du fait de sa situation stratégique au confluent de la Weida et de l'Elster, la colline de Veitsberg a été peuplée dès la protohistoire. Au cours du Haut Moyen Âge, le lieu est habité par des tribus slaves. Très vite, un château est édifié sur la colline pour contrôler et protéger les six gués de l'Elster.
La tradition donne la date de 974 pour fondation de l'église St Veit (l'église actuelle date du XIe ou XIIe siècle), ce qui en fait l'une des plus anciennes du Vogtland.
La première mention écrite date de 1193 avec la fondation de l'abbaye des Prémontrés de Mildenfurth, sur la rive gauche de la rivière, par les baillis de Weida. En 1238, Jutta, épouse de Heinrich IV de Weida, fonde l'abbaye féminine dominicaine de Cronschwitz sur la rive droite de l'Elster.
Les différents villages de la commune ont appartenu au Grand-duché de Saxe-Weimar-Eisenach (cercle de Neustadt) sauf Pösneck qui appartenait au royaume de Saxe (cercle de Zwickau) et Mosen qui dépendait du duché de Saxe-Meiningen jusqu'à son échange en 1913.
Tous ces villages rejoignent le land de Thuringe en 1920 (arrondissement de Gera). Après la seconde Guerre mondiale, la commune est intégrée à la zone d'occupation soviétique puis à la République démocratique allemande en 1949 au district de Gera (arrondissement de Gera).
Incorporations de communes :
- 1950 : Meilitz, Pösneck, Untitz, Zossen et Zschorta ;
- 1995 : Mosen.

## Démographie
Commune de Wünschendorf dans ses dimensions actuelles :
| 1910   | 1933  | 1939  | 1995  | 2000  | 2005  | 2010  |
| ------ | ----- | ----- | ----- | ----- | ----- | ----- |
| 2 458, | 3 278 | 3 432 | 3 299 | 3 372 | 3 243 | 3 032 |

## Sites et monuments
- Pont couvert sur l'Elster blanche datant du XVIIIe siècle (71 m de long, 4,30 m de large), le premier pont datait du XIIIe siècle.
- Église St Veit.
- Monastère de Mildenfurth. L'église romane date de 1200. Après la suppression du monastère due à la Réforme protestante en 1543, le monastère est transformé en château de style Renaissance en 1556. C'est aujourd'hui une demeure privée.
- Ruines du monastère de Cronschwitz.

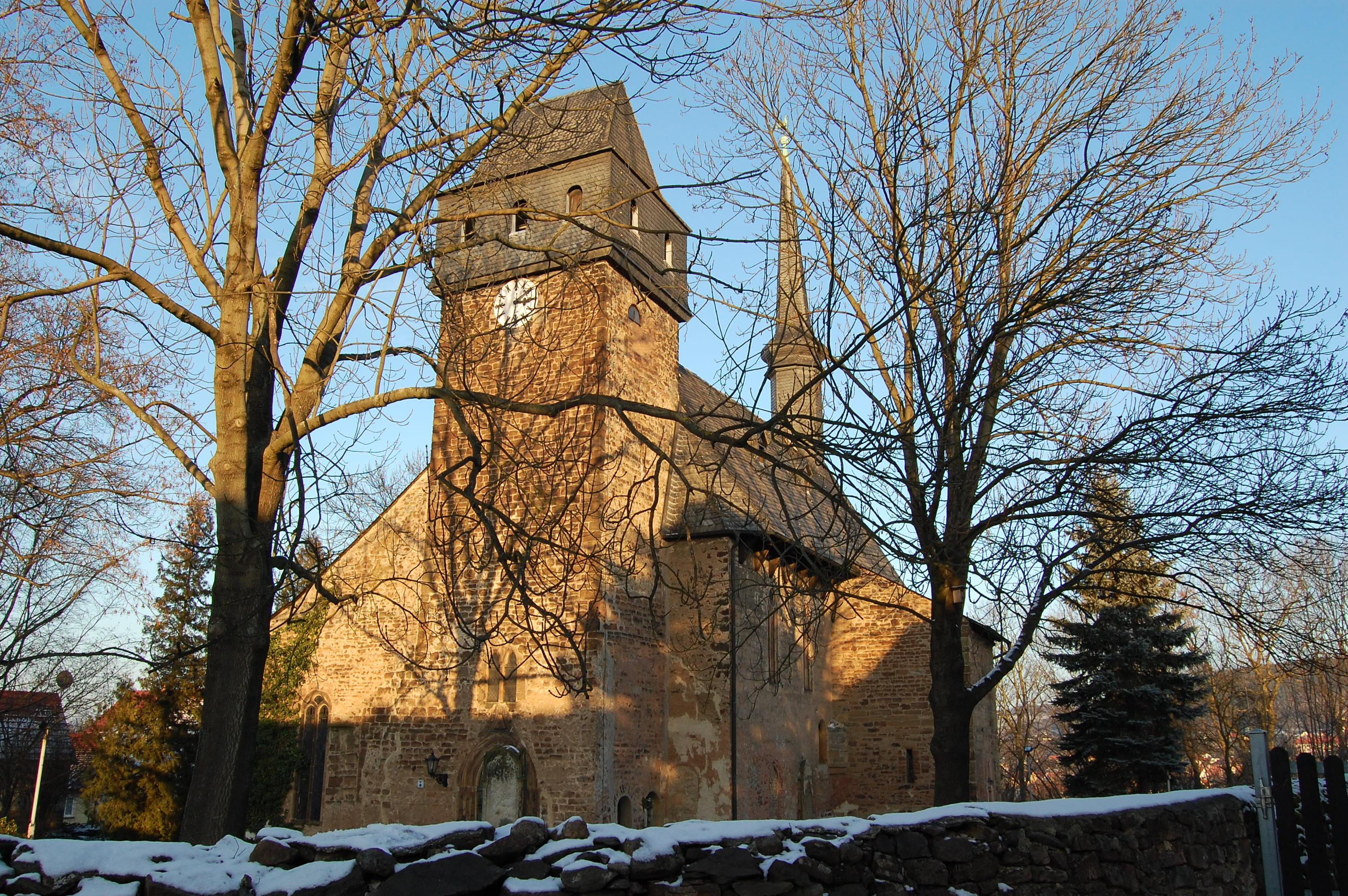
L'église St Veit
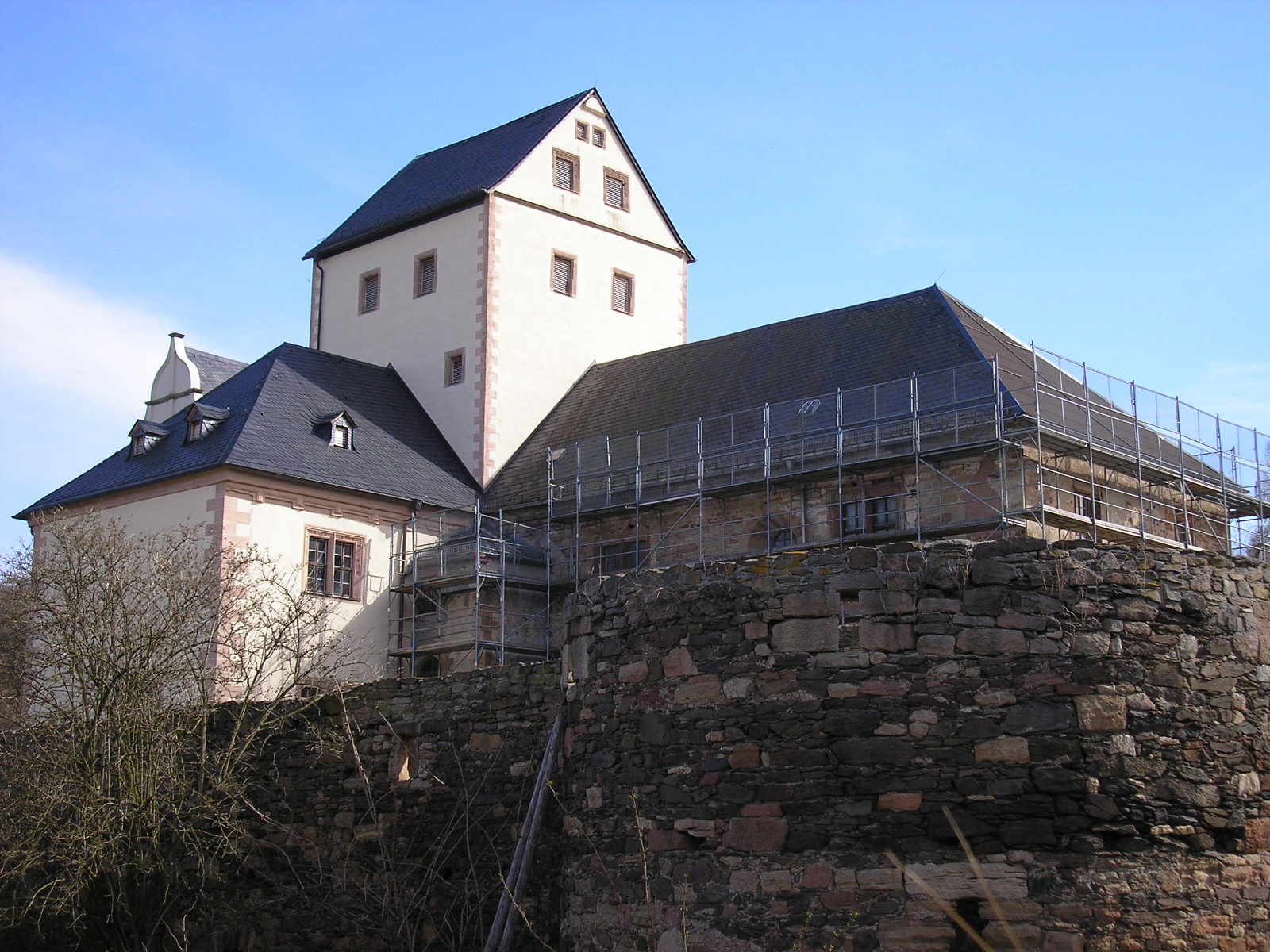
L'ancienne abbaye de Mildenfurth
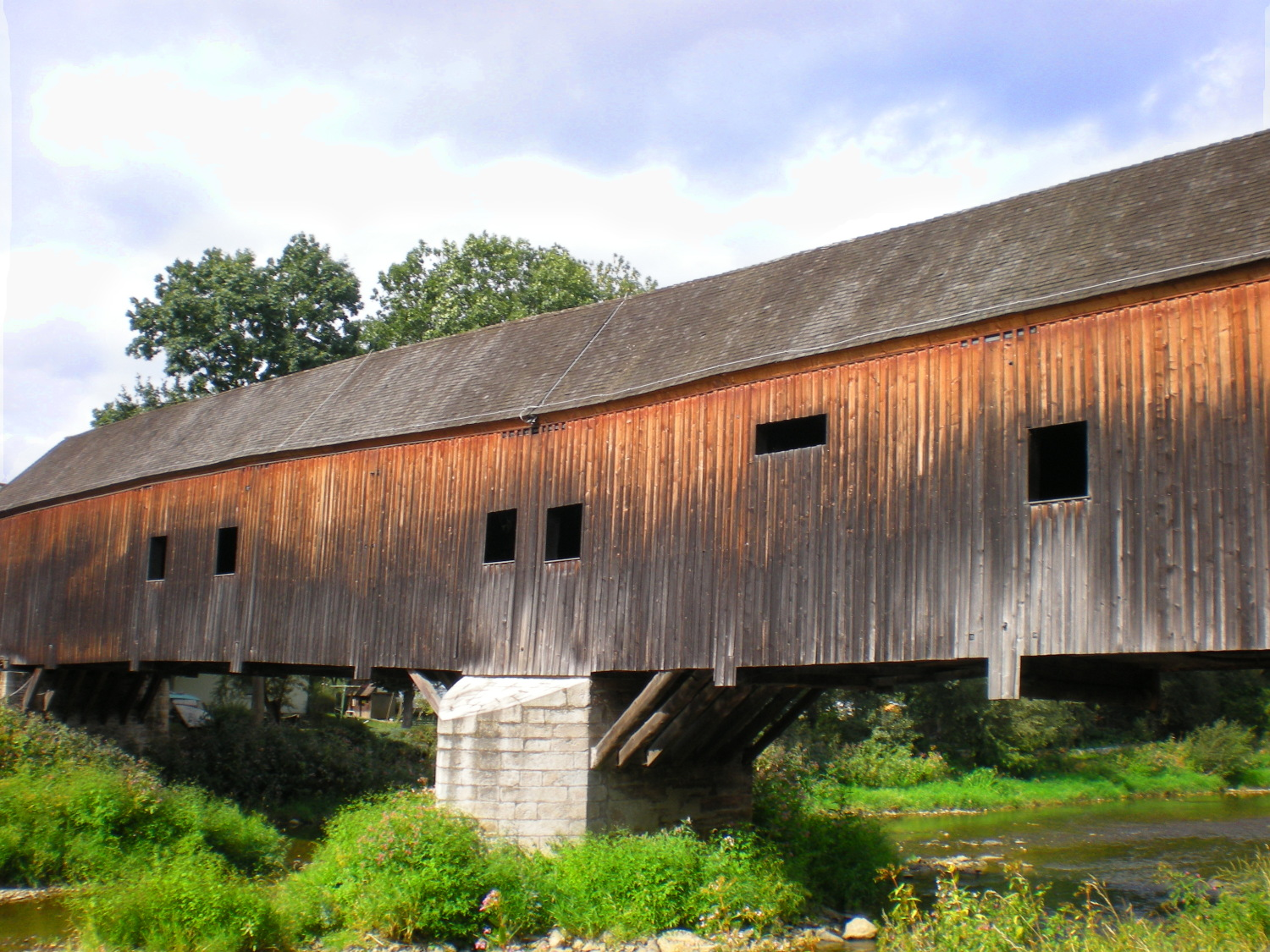
Le pont couvert
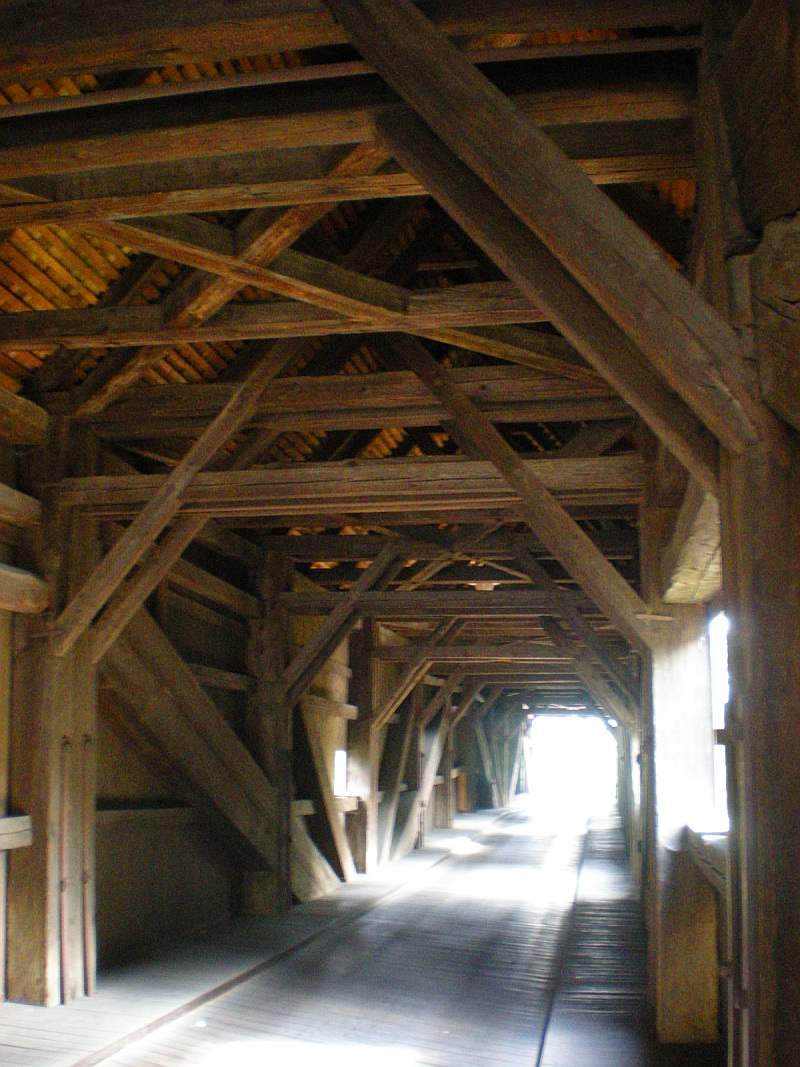
Intérieur du pont couvert

## Jumelage
- Taunusstein (Allemagne) dans l'arrondissement de Rheingau-Taunus en Hesse.

## Personnalités
- Waltraud Pöhland (1952- ), athlète est-allemande.

## Communications
Wünschendorf est située sur la route nationale B92 Gera-Greiz. La L1082 se dirige également vers Gera tandis que la K517 rejoint Endschütz et Rückersdorf à l'est et la K523 Teichwitz et la nationale B175 Weida-Zwickau au sud.
Jusqu'en 1999, Wünschendorf était un nœud ferroviaire à la croisée de la ligne vers Seelingstädt et Werdau aujourd'hui fermée au trafic passager et de la ligne Gera-Greiz toujours en activité. La commune dispose de deux gares, l'une Wünschendorf-nord dans le village de Meilitz et l'autre située à Wünschendorf même. D'autre part, la gare de Wolfsgefärth, située sur la ligne Gera-Weida-Saalfeld est située à deux kilomètres.